# Syntretus areolatus
Syntretus areolatus är en stekelart som beskrevs av Sergey A. Belokobylskij 2000. Syntretus areolatus ingår i släktet Syntretus och familjen bracksteklar. Inga underarter finns listade i Catalogue of Life.